# Pelhřim (olomoucký biskup)
Pelhřim (Peregrinus), OPraem, byl devátý olomoucký biskup.

## Životopis
Do jmenování biskupem olomouckým knížetem Bedřichem kanovník premonstrátského řádu na hoře Sion v Praze na Strahově. Biskupské svěcení přijal 23. května 1182. Zemřel 2. března 1184 a byl pohřben v řádovém chrámu premonstrátské kanonie na Strahově.
Po jeho smrti zůstal olomoucký biskupský stolec dva roky neobsazen.